# احمد زیدآبادی
احمد زیدآبادی (زاده ۹ شهریور ۱۳۴۴) روزنامه‌نگار و فعال سیاسی اصلاح‌طلب و نزدیک به جریان ملی مذهبی است. او در پی حوادث انتخابات ریاست‌جمهوری (۱۳۸۸) بازداشت و به شش سال حبس تعزیری محکوم شد. زیدآبادی پس از طی دوران حبس و در تبعید مرداد ۱۳۹۴ مورد عفو عید فطر قرار گرفت و آزاد شد. وی دبیرکل سازمان دانش‌آموختگان ایران اسلامی ادوار تحکیم و عضو هیئت مدیره انجمن صنفی روزنامه‌نگاران ایران نیز بوده‌است.

## زندگی
احمد زیدآبادی همسر مهدیه محمدی و داماد محمد محمدی گرگانی (نماینده دوره اول مجلس و از اعضای وابسته به طیف موسوم به ملی‌مذهبی‌ها) است. همچنین وی دارای سه فرزند به نام‌های پرهام، پارسا و پویا است.

او در رشته علوم سیاسی دانشگاه تهران تحصیل کرده و دکترای علوم سیاسی از دانشکده حقوق دانشگاه تهران دارد. تز دکترای او «دین و دولت در اسرائیل» نام داشت. 
از سال ۱۳۶۸ فعالیت روزنامه‌نگاری او در روزنامه اطلاعات آغاز شد. او از سال ۱۳۷۳ در روزنامه همشهری کار می‌کرد و پس از دوم خرداد با بیشتر روزنامه‌های اصلاح‌طلب همکاری داشت. همچنین او سردبیر روزنامه آزاد بود که در سال ۱۳۷۸ منتشر می‌شد.
وی در سال‌های ۱۳۸۶–۱۳۸۷ با هفته‌نامه شهروند امروز همکاری داشت.
وی همچنین عضو هیئت مدیره انجمن صنفی روزنامه‌نگاران ایران و عضو شورای سیاست‌گذاری سازمان ادوار تحکیم وحدت و دبیرکل این سازمان نیز بوده‌است. 

## سوابق زندان
او در سال ۱۳۷۹ به جرم تبلیغ علیه نظام، تشویش اذهان عمومی و اقدام افسارگسیخته علیه نظام ۱۳ ماه در زندان به سربرد.
همچنین ۲۴ خردادماه در پی حوادث انتخابات ریاست جمهوری (۱۳۸۸) مجدد دستگیر و این بار دادگاه او را به شش سال زندان، پنج سال تبعید به گناباد و محرومیت مادام‌العمر از هر گونه فعالیت سیاسی و شرکت در احزاب و هواداری و مصاحبه و سخنرانی و تحلیل حوادث، به صورت کتبی یا شفاهی، محکوم کرد.

### حوادث پس از انتخابات ریاست جمهوری ۱۳۸۸
او در این انتخابات حامی مهدی کروبی بود. به گفتهٔ همسرش، زیدآبادی ۱۷ روز در یک اتاق یک در یک و نیم متر، در یک سلول انفرادی در حال اعتصاب غذا بوده و ۱۸ روز دیگر هم بدون اعتصاب غذا در همان اتاق بدون هیچ تماس و ارتباطی نگه داشته شد. گفته می‌شد مهم‌ترین اتهام او نگارش نامه سرگشاده‌ای خطاب به علی خامنه‌ای رهبر جمهوری اسلامی بود که در آن از انتقادناپذیری وی انتقاد کرده‌بود. دادگاه نهایتاً در آذر ماه وی را به ۶ سال زندان در تبعید در گناباد و محرومیت مادام‌العمر از فعالیت‌های اجتماعی و سیاسی محکوم کرد.
دادگاه تجدید نظر نیز در دی ماه ۱۳۸۸ محکومیت او را (شش سال زندان، پنج سال تبعید به گناباد و محرومیت مادام‌العمر از هر گونه فعالیت سیاسی و شرکت در احزاب و هواداری و مصاحبه و سخنرانی و تحلیل حوادث، به صورت کتبی یا شفاهی) تأیید کرد.
وی بعد از بیش دو سال زندان، با محرومیت از حق مرخصی با وثیقه ۵۰۰ میلیون تومانی به مرخصی ۴۸ ساعته رفت.
از او نقل شده که دربارهٔ زندان اینگونه اظهار نظر کرده‌است:
زندگی به اندازه‌ای زیباست که همه چیز را می‌توان قربانی آن کرد، مگر شرافت را، که عزیزتر و زیباتر از زندگی است و لایق آنکه زندگی را قربانی آن کرد. این اصل اساسی زندگی من است و هر کس لحظه‌ای در این باره تردید کند هرگز مرا نشناخته‌است.
این اشاره‌ای به شرط اجازه مرخصی از زندان به شرط عدم دیدار با مهدی کروبی، میر حسین موسوی و عبدالله نوری است، که وی از قبول آن سر باز زد.
وی در حالی که در زندان به سر می‌برد در سال ۱۳۹۰ برنده جایزه آزادی مطبوعات جهانی ۲۰۱۱ سازمان یونسکو موسوم به «گیامورو کانو» شد.
زید آبادی در بهار ۱۳۹۴ پس از آزادی از زندان برای گذراندن دوره پنج ساله تبعید به گناباد منتقل شد. اما در تاریخ اول مرداد ۱۳۹۴، درحالی که در تهران برای مرخصی چند روزه به سر می‌برد، آزاد شد.

## فعالیت‌ها پس از مرداد ۱۳۹۴ و آزادی
زیدآبادی در جریان انتخابات ۱۳۹۶ با بیان اینکه که تصمیم حاکمیت به مقابله با غرب و عدم بهبود روابط بعد از توافق برجام است که در نهایت به فلج شدن و لغو برجام منتهی می‌شود و از آنجا که تصمیم‌گیر اصلی هسته حاکمیت است، دولت اصلاح‌طلب فقط به عنوان ضربه‌گیر حاکمیت عمل می‌کند و توانایی تصمیم‌سازی مستقل ندارد، به شدت به مخالفت با حمایت اصلاح‌طلبان از حسن روحانی در انتخابات ریاست جمهوری این سال پرداخت ولی توصیه‌های او به سران این جریان از جمله محمد خاتمی و مهدی کروبی تأثیری نداشت.
وی بعد از این دوره با این استدلال که کشور با مشکلات عدیده حل نشده و بعضاً موجودیتی مواجه است و از آنجا که اصلاح‌طلبان ناتوان از حل مسائل مهم کشور هست و حاکمیت هم اجازه اتخاذ چنین تصمیماتی به آنها نمی‌دهد و از طرف دیگر حکومت به دنبال یکدست کردن حاکمیت است و با ابزارهای مختلف اجازه گرفتن اکثریت مجلس و پیروزی در انتخابات ریاست جمهوری را هم نخواهد داد، در انتخابات مجلس ۱۳۹۸و ریاست جمهوری ۱۴۰۰ اصلاح طلبان را دعوت به عدم مشارکت و مشروعیت بخشی به انتخابات و تحریم آن و حرکت بسمت بازسازی بدنه اجتماعی این جریان به جای تلاش برای کسب قدرت با نزدیکی و جلب نظر حاکمیت کرد.
زیدآبادی در جریان گفتگوهای بعد از انتخابات ضمن مخالفت با هرگونه تغییر نظام با انقلاب و نشدنی دانستن آن در آینده نزدیک، بزرگ‌ترین بحران ایران را بحران هویت دانست و با بیان اینکه جمهوری اسلامی با نگاه فقه‌گرایانه، به هویت معنوی ایرانی‌ها که پیوند خورده به نوعی از اسلام است آسیب زده و این بحران هویت را ایجاد کرده و برخی همراه با مخالف با رژیم، با این بخش از هویت نیز ضدیت می‌کنند. همچنین وی علی بن ابیطالب و حسین بن علی را به عنوان مواردی از مهم‌ترین محورهای هویتی ایرانیان، چه مسلمان و چه غیر مسلمان دانست که با خواندن تاریخ می‌توانند به آن پی ببرند.

## آثار
- «دین و دولت در اسرائیل». تهران: نشر روزگار، ۱۳۸۱، ۱۹۷ صفحه
- از سرد و گرم روزگار. تهران: نشر نی، ۱۳۹۶، ۲۸۵ صفحه
- بهار زندگی در زمستان تهران: نشر نی، ۱۳۹۷، ۲۷۲ صفحه (این کتاب جلد دوم خاطرات و سرگذشت احمد زید آبادی پس از انتشار موفق از سرد و گرم روزگار است).
- الزامات سیاست در عصر ملت-دولت نشر نی ۱۳۹۷
- گرگ و میش هوای خردادماه - نشر نی ۱۳۹۸
- بندی خانه رنج و رهایی - انتشار آنلاین توسط مؤلف ۱۴۰۲

## جایزه‌ها
- انجمن جهانی روزنامه نگاران و ناشران خبر، احمد زیدآبادی رابه عنوان برنده جایزه قلم زرین آزادی معرفی کرده‌است.[۲۳][۵]
- احمد زیدآبادی، در سال ۱۳۹۰ توسط هیاتی متشکل از ۱۲ کارشناس بین‌المللی مستقل رسانه‌ای برنده جایزه آزادی مطبوعات جهانی سازمان یونسکو ۲۰۱۱ موسوم به «گیلرمو کانو» شد.[۲۴][۱۴]
- بنیاد بین‌المللی مطبوعات جایزه قهرمان آزادی مطبوعات جهان در سال ۲۰۱۶ را به وی اهدا کرد.[۲۵][۲۶]

مقر بنیاد بین‌المللی مطبوعات در وین پایتخت اتریش واقع است و از سال ۲۰۰۰ هر سال این جایزه را به روزنامه نگارانی می‌دهد که از نگاه هیئت داوران بنیاد، اصول حرفه روزنامه‌نگاری را غالباً در شرایط دشوار پاس داشته و برای برقراری جریان آزاد اطلاعات تلاش کرده‌اند.